# Ekimtschan
Ekimtschan (russisch Экимча́н) ist eine Siedlung städtischen Typs in der Oblast Amur (Russland) mit 779 Einwohnern (Stand 1. Oktober 2021).

## Geographie
Der Ort liegt knapp 500 km Luftlinie nordöstlich des Oblastverwaltungszentrums Blagoweschtschensk am Südrand des Selemdaschagebirges. Er liegt am rechten Ufer der Selemdscha wenig unterhalb der Einmündung des linken Nebenflusses Unerikan.
Ekimtschan ist Verwaltungssitz des Rajons Selemdschinski und einzige Ortschaft der Stadtgemeinde (gorodskoje posselenije) Possjolok Ekimtschan.

## Geschichte
Der Ort wurde 1882 erstmals erwähnt. Es entwickelte sich vor allem als logistisches Zentrum für die vielen Goldsuchersiedlungen des Gebietes und Standort der Forstwirtschaft. Seit dessen Gründung 1926 ist Ekimtschan Zentrum des Selemdschinski rajon, 1961 wurde es Siedlung städtischen Typs.

### Bevölkerungsentwicklung
| Jahr | Einwohner |
| ---- | --------- |
| 1939 | 1036      |
| 1959 | 1166      |
| 1970 | 1430      |
| 1979 | 1588      |
| 1989 | 1832      |
| 2002 | 1224      |
| 2010 | 1212      |
| 2021 | 779       |

Anmerkung: Volkszählungsdaten

## Verkehr
Nach Ekimtschan führt eine Straße vom 400 km entfernten Swobodny an der Transsibirischen Eisenbahn, die zunächst der Seja und dann der Selemdscha aufwärts folgt und bei Fewralsk die Baikal-Amur-Magistrale (BAM) kreuzt. Von Ekimtschan zunächst in südöstlicher Richtung führt die Straße weiter zu den letzten, noch weiter oberhalb im Einzugsgebiet der Selemdscha gelegenen Ortschaften, wie Slatoustowsk.
Von den 1940er-Jahren zunächst bis 1992 war in Ekimtschan ein kleiner Regionalflughafen (ICAO-Code UHBP) in Betrieb. 2009 wurde er wiedereröffnet; es besteht mehrmals wöchentlich Verbindung über Fewralsk und Swobodny ins Oblastzentrum Blagoweschtschensk.